# Antonina Matvienko
Antonina "Tonya" Petrіvna Matvienko (translitera del ucraniano, Антоні́на Петрі́вна Матвіє́нко ; Kiev, 1981) es una potente cantante pop ucraniana, también conocida por su nombre artístico de Toni Matvienko (ucr. Тоня Матвієнко).

## Biografía
Su madre, Nina Matvienko tuvo una influencia considerable sobre Antonina. Con 10 años, en 1991 fue con ella de gira por EE. UU., siendo allí su primer concierto. En 1992, en la Plaza de la Independencia cantó en ucraniano.
En 1999, se diplomó por la Escuela de Música de Kiev. A continuación, continuó su formación en el Instituto Nacional de Cultura y Arte de Kiev, especializada en dirección de relaciones públicas. 
En 2010, en esas mismas casas de altos estudios, recibió un segundo grado en "canto popular" (Facultad de Música y Artes, Departamento de Actuación de la Canción popular).
Su primer trabajo fue como cantante en una galería de arte. Más tarde, trabajó en una agencia de relaciones públicas.

## Vida privada
Sus padres, el pintor Pierre Gonchara (hijo del famoso popular ucraniano y etnógrafo Ivan Gonchara) y Nina Matvienko. Tiene dos hermanos: Iván, y Andrey, y son pintores. 

## Honores y diplomas
- 2002 - Diploma de "Concurso nacional - primeras canciones pop", apareciendo a dúo con K. Gerasimov.

## Vocalista
En 2006, la cantante interpretó, con una orquesta de cámara, como solista, "Kyev Camerata", donde cantaba su madre. Después de la audiencia, el primer director Valery Matiukhin bromea: "Antonina me adoptó".
Realizó complejas piezas clásicas, actuando como solista y con una orquesta o coro, hizo muchos conciertos con su madre, giras y promociones. Inmediatamente atrajo un tono único y una forma de ejecución.
En 2007, grabó su primera canción, "Не метелиця лугом стелиться" (una mariposa camina en el prado de hierba)

### Canciones más populares
| Ucraniano                   | Castellano                                  |
| --------------------------- | ------------------------------------------- |
| Як я люблю тебе             | Cómo te amo                                 |
| Дивна квітка                | Extraña flor                                |
| Злива та полум'я            | Lluvia y llamas                             |
| Ой, летіли дикі гуси        | Oh, volaron los gansos salvajes             |
| Чарівна скрипка             | Encantador violín mágico                    |
| Не метелиця лугом стелиться | - Una mariposa camina en el prado de hierba |
| Ой, ти зозулька рябенька    | - Oh, eres una mujer amargada               |
| Сизокрилий голубонько       | -                                           |
| Ой у саду соловейко         | - Oh, en el jardín un ruiseñor              |
| Павичка                     | - El pabellón                               |
| Троянда на пероні           | Rosa en el escenario                        |
| Мої сни                     | Mis sueños                                  |
| Хто я для тебе              | ¿Quién soy yo para ti?                      |
| Івана Купала                | - Ivan Kupala                               |
| В Новорічну ніч             | En vísperas de Año Nuevo                    |